# Bigwig Enterprises
BigWig Enterprises este fosta casă de discuri a formației Evanescence, înainte ca aceasta să semneze un contract cu Wind-Up Records. Bigwig Enterprises de obicei promovează formații punk.